# نبرد دریای بیسمارک
نبرد دریای بیسمارک نبردی دریایی است در جنگ جهانی دوم که در تاریخ ۲ مارس تا ۴ مارس سال ۱۹۴۳ میان ایالات متحده آمریکا و امپراتوری ژاپن صورت گرفت و با پیروزی ایالات متحده آمریکا پایان یافت.